# بیردزلی (آریزونا)
بیردزلی (به انگلیسی: Beardsley) یک منطقهٔ مسکونی در ایالات متحده آمریکا است که در آریزونا واقع شده‌است. بیردزلی ۳۸۵ متر بالاتر از سطح دریا واقع شده‌است.